# Trophée des Championnes
Die Trophée des Championnes („Pokal der Meisterinnen“) ist ein französischer Frauenfußballwettbewerb für Vereinsmannschaften und das Pendant zur Trophée des Champions bei den Männern. Es handelt sich um ein einziges, im Spätsommer oder Frühherbst ausgetragenes Spiel auf neutralem Platz zwischen dem Meister der Division 1 Féminine und dem Gewinner der Coupe de France féminine aus der vorangehenden Saison.

## Reglement
Dieser Supercup-Wettbewerb wurde im Frühsommer 2019 auf Beschluss des Fußballverbandes FFF, der auch für die Durchführung zuständig ist, neu eingeführt; dabei haben mehrere andere europäische Verbände mit spielstarken Ligen einen entsprechenden Wettbewerb inzwischen wieder abgeschafft (Deutschland 1998, England 2009, Schweden 2017). Seine erste Austragung in Frankreich ist am 21. September 2019 erfolgt.
Wenn, wie bei der ersten Ausspielung, ein Verein beide Titel gewonnen hat, ist der Vizemeister der Liga dessen Gegner.
Sollte die Begegnung am Ende der regulären Spielzeit unentschieden stehen, gibt es nach Artikel 4 des offiziellen Reglements (siehe unten unter Weblinks) keine Verlängerung, sondern der Sieger wird sofort durch ein Elfmeterschießen ermittelt.
Da der Vereinspokalwettbewerb 2019/20 aufgrund der Corona-Pandemie nach dem Viertelfinale lange unterbrochen gewesen ist und zudem der für das Spiel um die Trophée des Championnes 2020 vorgesehene Termin am Wochenende 5./6. September mittlerweile als erster Spieltag für die Division 1 festgesetzt wurde, entschied sich die FFF, die Trophäe in diesem Jahr nicht zu vergeben. Im Jahr darauf war der Pokalwettbewerb wegen der pandemisch bedingten Restriktionen sogar vorzeitig abgebrochen, ein Sieger nicht ermittelt worden. 2022 und 2023 fanden – jeweils erneut zwischen Lyon und Paris SG – die zweite und dritte Auflage statt. 2024 entfiel der Wettbewerb erneut – diesmal aufgrund der im Spätsommer in Frankreich stattfindenden olympischen Spiele. Für 2025 hat die FFF gleichfalls keine Austragung angekündigt; diesmal wäre neben Meister Lyon der Pokalsieger Paris FC teilnahmeberechtigt gewesen.

## Spiele
| Jahr | Sieger            | Gegner                 | Resultat          | Austragungsort                 | Zuschauer         |
| 2019 | Olympique Lyon    | Paris Saint-Germain FC | 1:1, 4:3 i. E.    | Stade de Roudourou, Guingamp   | 12.558            |
| 2020 | nicht ausgetragen | nicht ausgetragen      | nicht ausgetragen | nicht ausgetragen              | nicht ausgetragen |
| 2021 | nicht ausgetragen | nicht ausgetragen      | nicht ausgetragen | nicht ausgetragen              | nicht ausgetragen |
| 2022 | Olympique Lyon    | Paris Saint-Germain FC | 1:0               | Stade Marcel-Tribut, Dunkerque | 04.472            |
| 2023 | Olympique Lyon    | Paris Saint-Germain FC | 2:0               | Stade de l’Aube, Troyes        | 05.283            |
| 2024 | nicht ausgetragen | nicht ausgetragen      | nicht ausgetragen | nicht ausgetragen              | nicht ausgetragen |
| 2025 |                   |                        |                   |                                |                   |

## Nachweise und Anmerkungen
1. ↑  Artikel „Die FFF stimmt für die Schaffung einer Trophée des Championnes“ vom 8. Juni 2019 bei lequipe.fr
2. ↑  Meldung „Keine Ausspielung 2020“ vom 11. Juli 2020 bei footofeminin.fr
3. ↑  Die Austragung 2022 in Dunkerque vom 7. Mai 2022 bei footofeminin.fr
4. ↑  Trophée des Championnes - L’édition 2024 n’aura pas lieu vom 2. Juni 2024 bei footofeminin.fr
5. ↑  Verbandssite zu diesem Wettbewerb auf fff.fr